# Tratatul de la Londra (1827)
Tratatul pentru pacificarea Greciei a fost semnat pe 6 iulie 1827 de către reprezentanții Regatului Unit, Regatului Franței și Imperiului Rus la Londra. Au mai fost invitați la negocieri și Imperiul Austriac și Regatul Prusiei, dar guvernele acestor puteri europene au refuzat să-și trimită reprezentanții la Londra.
Acest tratat privea Grecia, aflată în plin război pentru obținerea independenței de sub dominația Imperiului Otoman. Tratatul își propunea să pune capăt conflictului și vărsărilor de sânge. Imperiul Rus a semnat acest tratat, deși era împotriva principiilor Sfintei Alianțe semnate din partea rusă de țarul Alexandru I. Practic, implica recunoașterea unui nou stat (Grecia) și distrugerea balanței puterii stabilit la Congresul de la Viena, al cărei garant era Sfânta Alianță.
Acest tratat a reflectat în mod oficial interesul pentru cauza poporului grec, dar și interesul fiecărui semnatar pentru ocuparea unei poziții cât mai bune în cursa pentru putere în răsăritul Mediteranei. Cele trei puteri și-au oferit serviciile de mediatori între părțile aflate în conflict.
Prevederile tratului au fost acceptate de greci, dar a fost respins se Poarta Otomană. Această respingerea a fost un motiv suficient de bun pentru trimiterea în apele teritoriale elene a unei „misiuni de pacificare” formate din vase militare din Regatul Unit, Franța și Rusia. Operațiunea navală din răsăritul Peloponezului pentru punerea în aplicare a tratatului a dus în cele din urmă de confruntarea din Golful Navarino. Pentru completarea punerii în aplicare a tratatului, a fost deplasată în zonă o „forță de interpunere” terestră franceză.

## Contextul general

Theodoros Vryzakis (pictură în ulei, 1849) - Sfințirea steagului grecesc de către Mitropolitul Germanos din Patras, la Agia Lavra (locul revoltei naționale împotriva turcilor din 25 martie 1821)

În 1821 grecii s-au ridicat la luptă împotriva ocupației puterii suzerane – Imperiul Otoman. La începutul rebeliunii, grecii au câștigat o serie de victorii și și-au proclamat independența în 1822. Victoriile elenilor s-au dovedit însă efemere, pe de-o parte pentru că insurgenții s-au fragmentat rapid în mai multe facțiuni rivale, care au început să se lupte între ele, iar pe de altă parte pentru că sultanul a chemat noi întăriri – forțele vasaluli său egiptean, Muhammad Ali. Acesta din urmă l-a trimis în 1824 pe fiul său vitreg, Ibrahim în fruntea unei flote puternice și a unei forțe terestre cu un efectiv de aproximativ 25.000 de oameni. Intervenția lui Ibrahim a schimbat cursul războiului: egipetenii au câștigat controlul asupra Peloponezului în 1825, orașul Missolonghi în 1826 și Atena în 1827. Grecii au reușit să păstreze controlul doar asupra orașului Nauplion (unde se refugiase guvernul revoluționar elen), a orașului Egina și a insulei Hydra.
Poziția puterilor europene a fost oscilantă. Revoluția elenă avea un caracter liberal și naționalist, care contravenea principiilor enunțate de puternicul ministru de externe austriac Klemens Wenzel von Metternich, principalul arhitect al politicii conservatorare a Sfintei Alianțe. Pe de altă parte, Imperiul Rus, o altă mare putere care își arogase statutul de jandarm al Europei, privea cu simpatie insurecția grecilor, atât din solidaritate ortodoxă, cât și datorită intereselor stategice față de strâmtorile Bosfor și Dardanele. Un alt membru activ al Sfintei Alianțe, Regatul Franței, avea o poziție ambiguă: grecii, deși liberali, erau mai înainte de orice creștini, iar revolta lor împotriva otomanilor musulmani putea fi considerată drept o cruciadă. Regatul Unit, în ciuda unei orientări liberale, era ostilă oricărei modificări a situației strategice care i-ar fi periclit ruta navală către India Britanică .

## Protocolul de la Sankt Petersburg

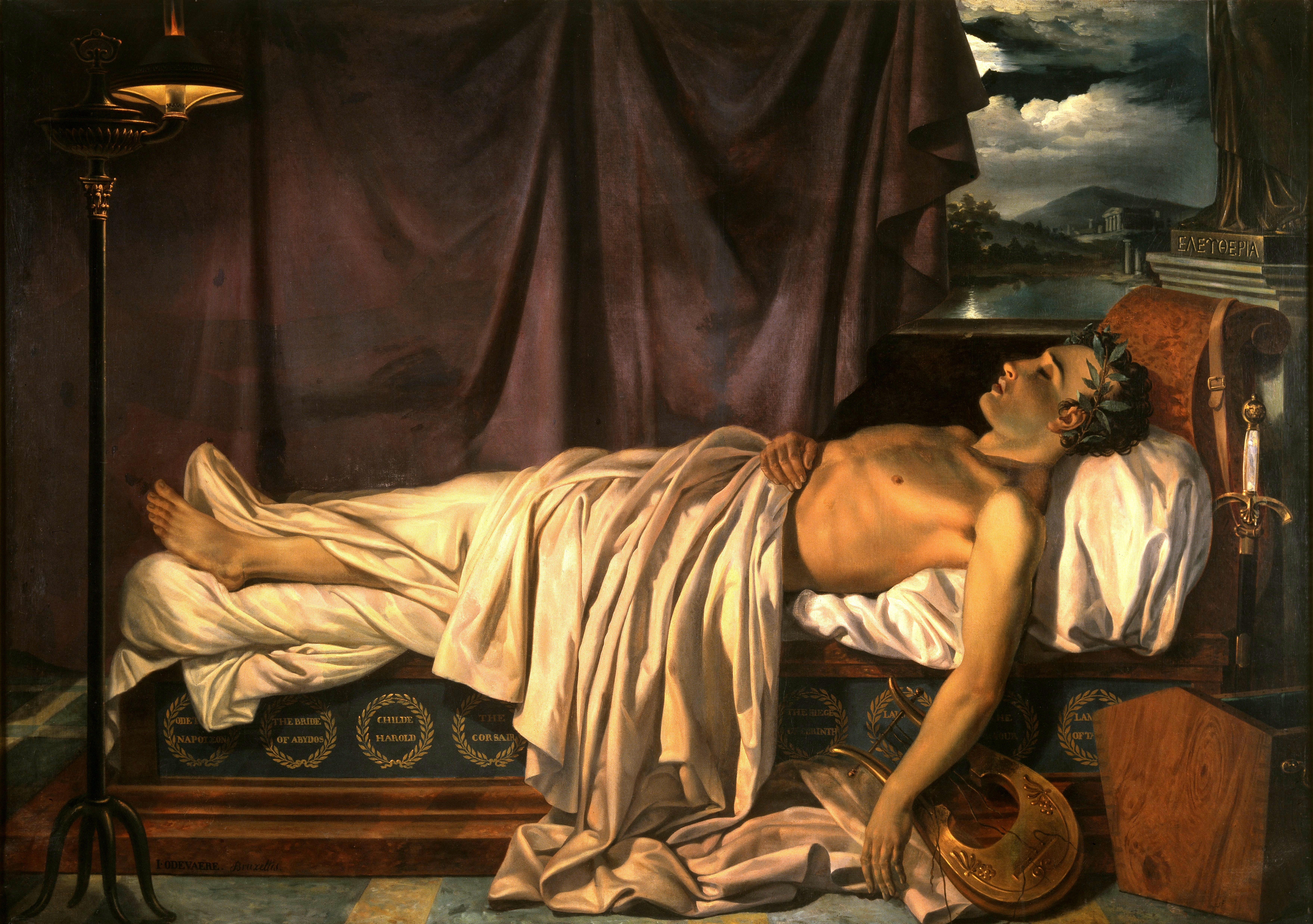
Moartea lui Byron la Missolonghi

Masacrul din Chios, moartea lui George Gordon Byron, sau asediul orașului Missolonghi au fost evenimente care au influențat profund opinia publică, și mai apoi guvernele. La începutul lunii august 1824, guvernul provizoriu elen a cerut Regatulu Unit să intervină pentru rezolvarea conflictului. 
Pe 24 martie/4 aprilie 1826, Arthur Wellesley (viitorul premier al Regatului Unit), Karl Nesselrode (ministrul afacerilor externe al Imperiului Rus) și Christopher Lieven (ambasadorul rus la Londra) au semnat la Sankt Petersburg un protocol cu privire la medierea conflictului greco-otoman. Protocolul a fost prima recunoaștere politică a Greciei, al cărei nume a fost pentru prima oară prezent într-un document diplomatic. Acest protocol a fost de asemenea prima încălcare a politicii Sfintei Alianțe după ce puteriele europene se exprimaseră împotriva revendicărilor elenilor în timpul Congresului de la Verona >.
În iulie 1825, grecii s-au adresat din nou guvernului britanic cerându-i să medieze în conflictul cu otomanii. Protocolul de la Sankt Petersburg a fost rezultatul acestor încercări de mediere:
- Grecia, al cărei teritoriu urma să fie definit ulterior, trebuia să rămână sub suzeranitatea Imperiului Otoman. Această relație avea să fie marcată prin plata unui tribut anual. De asemenea, Grecia urma să se bucure de autonomie, urmând să-și aleagă guvernul, a cărui componență urma să fie aprobată de către Sublima Poartă;
- Pentru evitarea unor conflicte viitoare, urma să aibă loc un schimb de populației, iar grecilor urma să le fie permis să cumpere proprietățile otomanilor;
- În cazul în care Imperiul Otoman refuza să accepte termenii contractului, ambasadorii britanic și rus la Constantinopol erau împuterniciți să-și folosească influența diplomatică pentru obținerea acceptării actului;
- Imperiul Rus și Regatul Unit nu trebuiau în niciun caz să încerce să obțină avantaje politice sau teritoriale din această situație [6][7][8].

## Negocierile

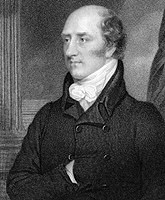
George Canning

Acest protocol, care nu avea și o componentă militară, a avut doar o importanță politică. Pe de altă parte, protocolul a fost punctul de plecare al negocierilor începute de George Canning cu puterile europene.

### Primele reacții
Prima reacție a lui Metternich față de acord a fost de neîncredere în eficacitatea lui, considerându-l doar „o lovitură de sabie în apă”, dat fiind faptul că nu avea și o componentă militară. În corespondența diplomatică cu Franța, Metternich a subliniat că protocolul este contrar Sfintei Alianțe și că amenință echilibrul puterii stabilit în 1814 – 1815. În același timp, Canning a depus toate eforturile pentru ca să atragă Franța de partea poziției britanicilor. Textul protocolului a fost comunicat în mod oficial guvernului de la Paris pe 10 august 1826, deși ziarul The Times îl publicase deja la începutul lunii aprilie. Încercările anglo-ruse de mediere păreau sortite eșecului dar, în septembrie 1826, regele francez Carol al X-lea a început să se arate interesat de cauza elenă. Regele și amiralul Henri de Rigny au căzut de acord că puterile europene sunt datoare să intervină pentru pacificarea Greciei. La sfârșitul lunii septembrie, George Canning, (ministrul de externe britanic) a venit la Paris într-o vizită privată. În ciuda caracterului privat la vizitei, ministrul britanic a avut discuții ample cu premierul francez Jean-Baptiste de Villèle. De asemenea, Canning a fost primit în mai multe rânduri de regele Carol al X-lea la Palatul Tuileries în cadrul unor dineuri neoficiale. Problema grecilor a fost discutată de politicienii francez și britanic. Franța a acceptat să semneze Protocolul de la Sankt Petersburg cu condiția ca atât Austria cât și Prusia, membri ai Sfintei Alianței, să fie de acord. Sultanul a  refuzat să accepte protocolul, pe care îl considera un amestec în afacerile interne ale imperiului și o reflectare intereselor britanice în regiune .

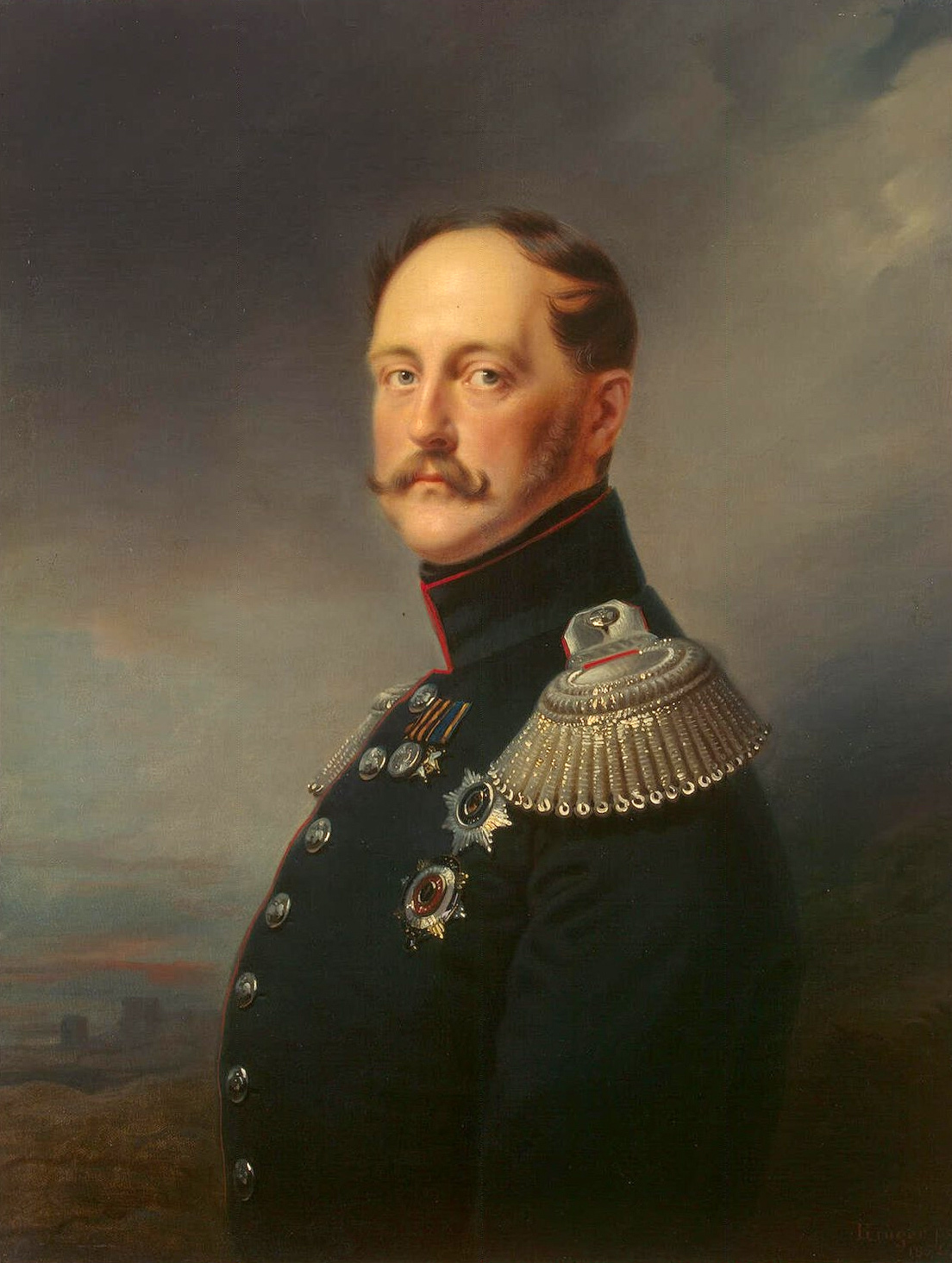
Împăratul Nicolae I al Rusiei

Imperiul Rus aflat sub conducerea țarului Nicolae I și-a accentuat presiunea asupra Imperiului Otoman impunându-i practic semnarea Convenției de la Akkerman pe 7 octombrie 1826. Țarul încerca să producă schimbări rapide și ireversibile, dar progresele erau prea mici pentru așteptările sale. Canning a propus să amenințe Poarta cu retragerea ambasadorilor de la Constantinopole și cu recunoașterea guvernului Greciei independente. Rusia doreau în schimb o acțiune mai fermă decât amenințarea retragerii ambasadorilor europeni, considerând că mai potrivită ar fi fost o intervenție militară. Pentru punerea la punct a unei poziții comune a fost convocată la Londra o conferință a diplomaților britanici, ruși și francezi. Pe 18 decembrie, Franța a anunțat că este de acord să adere la Protocol. Metternich a hotărât ca, în loc să respingă în bloc orice propunere sau să riște ca Austria să fie marginalizată sau ca Sfânta Alianță să dispară, să participe la negocieri și să le întârzie cât mai mult cu putință. Prusia s-a alăturat poziției Austriei.

### Proiectele puterilor europene

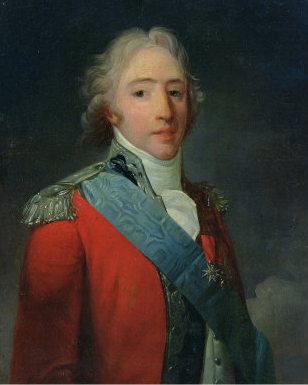
Regele Carol al X-lea al Franţei

Lunile care au urmat au fost dedicate finalizării negocierilor, diplomații efectuând numeroase călătorii între cele trei capitale. Fiecare dintre cele trei puteri se străduia să-și promoveze interesele și să evite ca influența proprie să fie diminuată în Mediterana Orientalăre. Franța a propus pe 28 decembrie 1826 un text de tratat (și nu de protocol) care, pe lângă prevederile Protocolului de la Sankt Petersburg, adăuga și ideile lui Canning: amenințarea retragerii ambasadorilor și chiar recunoașterea Greciei în cazul refuzului medierii occidentale din partea Porții. Francezii nu făceau nicio mențiune la folosirea forței. Ideea francezilor era să obțină sprijinul britanicilor și liniștirea austriecilor.
Rusia a lansat o nouă variantă de proiect în ianuarie 1827 prin care cerea un calendar al măsurilor împotriva Porții: data retragerii ambasadorilor, a recunoașterii Greciei și căile de contracarare ale acțiunilor otomanilor, dacă aceștia ar fi refuzat să accepte medierea. Dacă proiectul francez încerca să evite războiul, cel rus punea în centrul acțiunilor implicarea componentei militare. Canning declara la sfârșitul lunii februarie că proiectul rus era „mai pozitiv”decât cel francez și că el va încerca să le aducă pe cele două la un numitor comun. Mai mult, Canning a recunoscut în corespondența cu Lieven, ambasadorul rus, că principiile enunțate în convenție nu vor fi acceptate de Austria. De aceea, el sugera ca atunci când convenția avea să fi trimisă lui Metternich, acest lucru să se facă pe capitole. Paris a anunța că va sprijini poziția Rusiei și Regatului Unit, fără să mai aștepte răspunsul oficial al Austriei sau Prusiei.
Evenimentele s-au precipitat după numirea lui George Canning în postul de prim-ministru al Regatului Unit pe 12 aprilie 1827 și luarea cu asalt a Atenei de către trupele otomane pe 5 iunie. Cabinetul lui Canning a fost format la sfârșitul lunii aprilie. Guvernul britanic a redactat pe 11 mai un proiect de acord, iar pe 22 mai a adoptat varianta oficială a acestuia. Acest text se dorea versiunea finală a tratatului și conținea toate prevederile Protocolului de la Sankt Petersburg și cele ale proiectului francez. De asemenea, proiectul britanic conținea un articol, la început secret, inspirat de proiectul rus, prin care se acorda o lună Imperiului Otoman să accepte medierea, refuzul căreia ar fi dus la rechemarea ambasadorilor părților semnatare, recunoașterea independenței Greciei și instituirea unei blocade navale.
Pe 1 iunie, regele Carol al X-lea a aprobat această variantă de tratat. Pe 6 iunie, Metternich a prezentat rezervele Austrie, similare cu cele pe care le avusese față de Protocolul de la Sankt Petersburg. Ambasadorul francez a ridicat o serie de probleme de ultim minut. Conform opiniei ambasadorului francez, prevederea cu privire la blocada navală contravenea legii britanice care promova libertatea totală a comerțului. Pentru rezolvarea acestei divergențe a fost cerută părerea celor mai distinși juriști ai vremii. În acest timp, o forță rusă navală importantă a părăsit baza de la Kronstadt. Negociatorii de la Londra au primit vestea pe 6 iulie. În consecință, s-a luat hotărârea semnării de îndată a tratatului, după eliminarea oricărei referințe la blocadă. În tratat a fost introdusă o prevedere mai flexibilă, care lăsa la latitudinea amiralilor flotelor aliate mijloacele pentru îndeplinirea misiunii.

## Tratatul
Negocierile s-au încheiat în iulie 1827. Regatul Franței Regatul Unit și Imperiul Rus au semnat la Londra un tratat e 6 iulie. Semnatarii au fost Jules de Polignac pentru Franța, John Dudley pentru Regatul Unit și Christopher Lieven pentru Rusia. Textul noului tratat era aproape identic cu cel al Protocolului de la Sankt Petersburg. Carol al X-lea l-a ratificat pe 13 iulie.

### Clauzele tratatului
Principalul motiv invocat pentru intervenția puterilor europene era problema libertății comerțului, care era grav afectată de conflictul din Peloponez. Semnatarii erau dispuși să-și trimită navele militare în zonă pentru asigurarea securității și libertății supușilor proprii. Un al doilea motiv invocat era soarta populației creștine elene și dorința de oprire a vărsării de sânge și a distrugerilor provocate de război. Textul tratatului prevedea că odată armistițiul semnat, conflictul urma să fie considerat ca rezolvat :
- Grecia, a cărei teritoriu urma să fie definit prin înțelegeri ulterioare, rămânea dependentă de Imperiul Otoman. Această relație de dependență urma să fie marcată prin plata unui tribut anual. De asemenea, componența guvernului Greciei autonome trebuia aprobată de Sublima Poartă;
- Pentru evitarea oricăror conflicte viitoare, trebuia inițiat un schimb de populație, iar grecii urmau să fie obligați să plătească despăgubiri pentru proprietățile otomanilor;

- Puterile semnatare se angajau să nu încerce să profite de situația creată pentru cucerirea de teritorii și urmau să se constituie în garanți ai oricărei înțelegeri dintre părțile beligerante[22][23].

În ceea ce privește sancțiunile, ele au fost cuprinse într-un articol secret, care a fost făcut public pe 13 iulie în ziarul Times. Această clauză prevedea că, în cazul în care Imperiul Otoman avea să refuze semnarea tratatului, puterile europene să recunoască Grecia prin numirea de consuli pe lângă guvernul elen și interpunerea unei forțe militare între părțile beligerante .

### Anexele

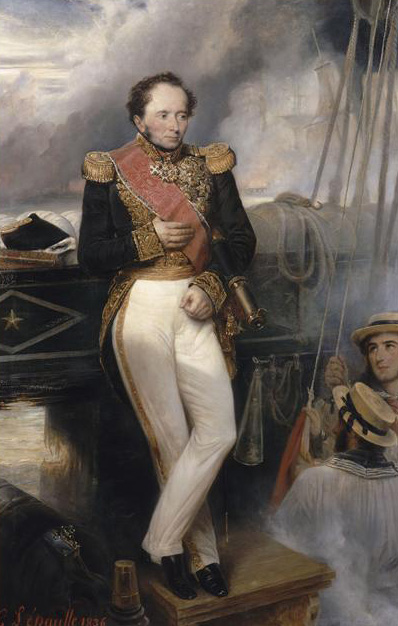
Henri de Rigny, amiralul flotei franceze pacificatoare

O serie de șase anexe (de la A la F) au fost atașate tratatului pe 12 iulie.
Anexele A, B și C au fost adresate ambasadorilor la Constantinopol ai puterilor semnatare. Aceste anexe explicau modalitatea în care Tratatul urma să fie prezentat Porții, care avea să dispună de o lună pentru acceptarea medierii. Acest termen a fost redus la 15 zile după scurgerea de informații din ziarul „Times”. În caz de refuz, ambasadorii trebuiau să insiste cu moderație și amiciție asupra faptului că puterile semnatare se simțeau obligate să impună prin forță un armistițiu.
Anexele D, E și F au fost adresate amiralilor forțelor navale ale puterilor semnatare, care trebuiau să prezinte tratatul insurgenților greci. Dacă elenii acceptau medierea, amiralii trebuiau „să ia cele mai eficiente și rapide măsuri pentru încetarea ostilităților și vărsărilor de sânge” (Anexa D). în cazul în care Poarta Otomană ar fi refuzat să accepte prevederile tratatului, (amiralii urmau să fie puși la curent cu eforturile ambasadorilor lor), comandanții flotelor aliate urmau să „folosească toate mijloacele […] pentru obținerea unui armistițiu imediat” și să organizeze escadre care să împiedice sosirea în Grecia a oricăror întăriri ale turcilor sau egiptenilor. Folosirea forței urma să fie ultima soluției, în cazul în care otomanii ar fi încercat spargerea blocadei navale. Pentru orice caz care nu fusese prevăzut în instrucțiuni, amiralii urmau să acționeze funcție de situația întâlnită. Aceste instrucțiuni au fost trimise amiralilor pe 26 iulie.

## Consecințe
Canning nu a apucat să vadă rezultatele tratatului al cărui principal artizan fusese deoarece el a murit pe 8 august.

### Pozițiile părților aflate în conflict

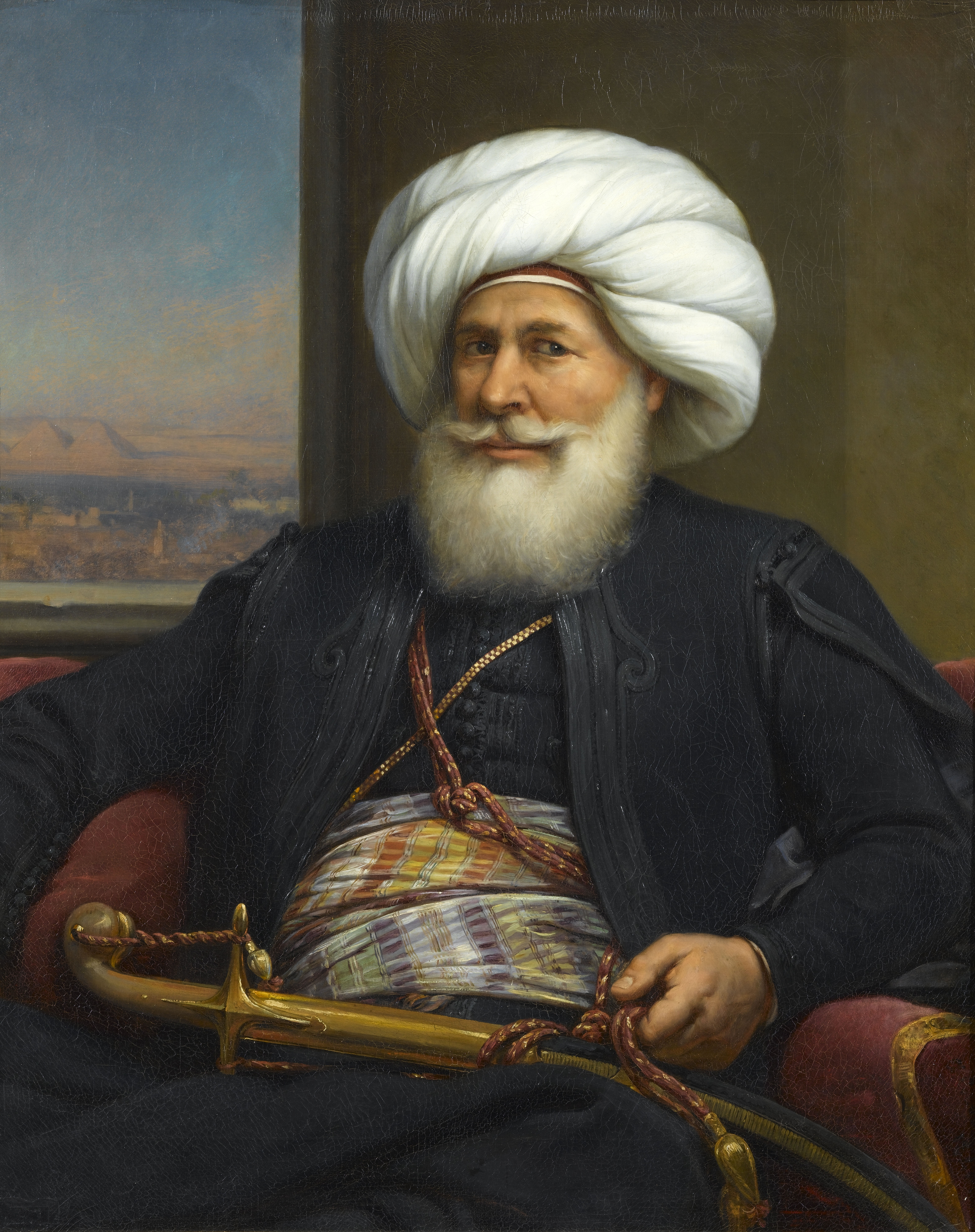
Muhammad Ali, viceregele Egiptului

Ibrahim Pașa fusese trimis în Grecia de către tatăl său, Muhammad Ali la cererea sultanului. Un emisar special, maiorul J. H. Cradock, a fost trimis la curtea viceregelui Egiptului cu autorizația să îi propună neimplicarea în conflictul din Grecia. Cancelariile occidentale erau informate că la Alexandria se forma o puternică flotă care urma să fie trimisă în Grecia în sprijinul lui Ibrahim, pentru înfrângerea rebelilor. Cradock a ajuns în Egipt pe 8 august, la trei zile după ce sus-numita flotă părăsise portul cu destinația Grecia. Diplomații au mai făcut două tentative să îl convingă pe Muhammad Ali să-și recheme flota. Numai că viceregele Egiptului nu putea să facă un asemenea lucru, atâta vreme cât era oficial supus al sultanului. Flota egipteană s-a alăturat forțelor terestre ale lui Ibrahim, după ce a ancorat în baza navală de la Navarino.
Pe 9 iunie, Imperiul Otoman trimis semnale clare că nu va accepta medierea, interpunerea unei forțe străine de pacificare sau semnarea unui armistițiu. Tratatul de la Londra nu a schimbat cu nimic situația de pe teren. În plus, flotele franceză și britanică din estul Mediteranei nu erau suficient de puternice pentru ca Poarta să se teamă de represaliile occidentalilor și să accepte termenii tratatului. Pe 16 august, tratatul a fost prezentat oficial ministrului de externe otoman. Pe 30 august, ministrul de externe otoman a declarat că nu i s-a prezentat niciun document oficial al puterilor occidentale. Pe de altă parte, guvernul revoluționar elen a acceptat pe 2 semnarea unui armistițiu, în ciuda comandanților militari greci și a comandanților occidentalilor prezenți în tabăra elenă (în principal Richard Church și Thomas Cochrane), care erau în favoarea continuării unei operațiuni reunite terestre și navale .

### Intervenția armată

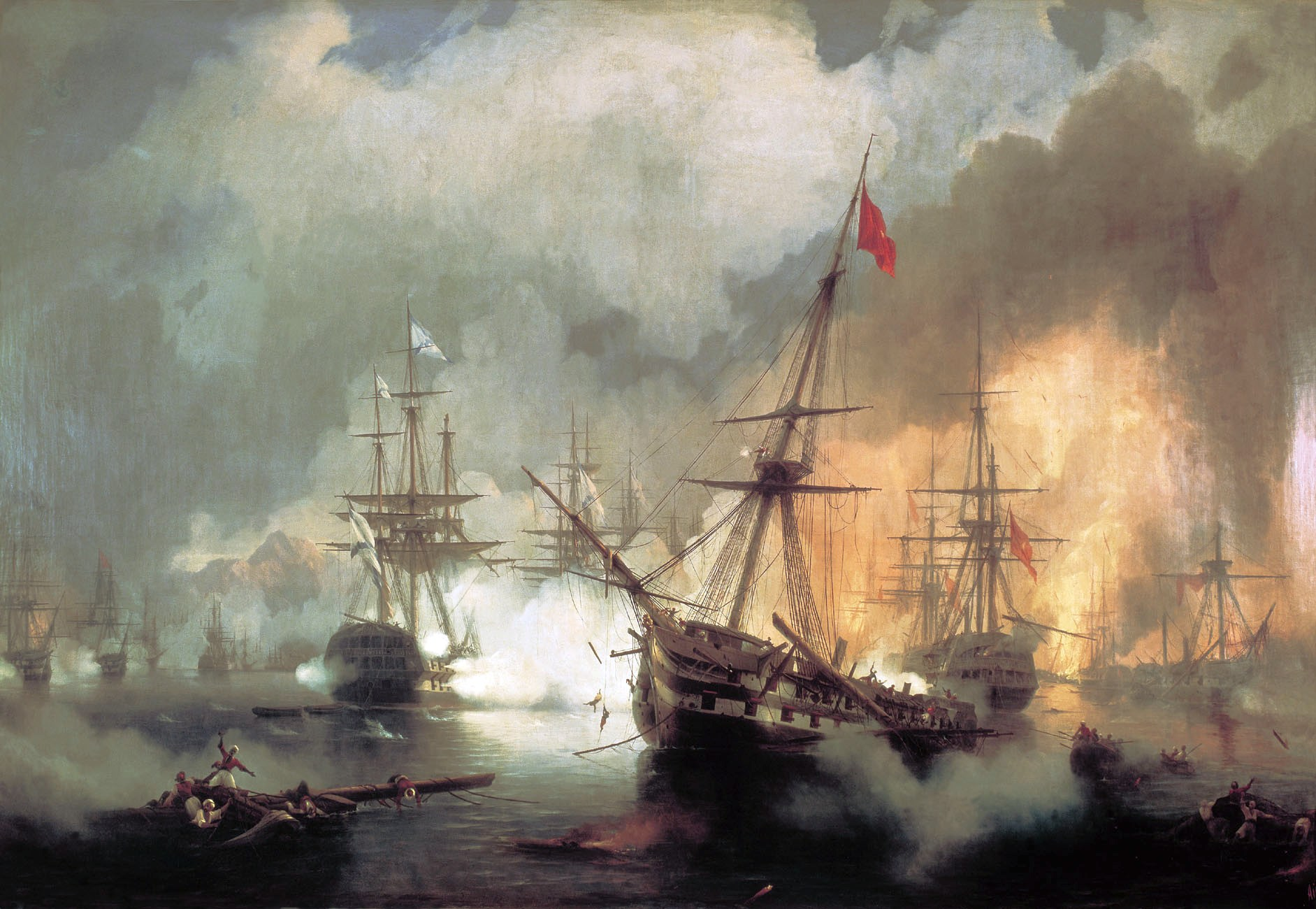
Bătălia de la Navarino

Vasele militare ale britanicilor, rușilor și francezilor au ocupat poziții în conformitate cu planurile existente pentru impunerea încetării ostilităților. Pe 25 septembrie, Edward Codrington și Henri de Rigny, amiralii britanic și francez, s-au întâlnit cu Ibrahim Pașa la Navarino, baza flotei turco-egiptene. Ibrahim Pașa s-a arătat dispus să suspende acțiunile militare ale forțelor de sub comanda lui până la primirea unor noi ordine de la Constantinopol și Alexandria. În acest timp, o forță combinată terestră și navală elenă a început operațiunile pentru recucerirea orașului de importanță strategică Missolonghi. Codrington a reușit să oprească atât operațiunea grecilor, cât și încercarea flotei egipteano-otomane de părăsire a portului Navarino cu destinația Golful Corint.
Codrington a încercat în continuare să îl forțeze pe Ibrahim Pașa să-și retragă flota care amenința continuu Grecia. Amiralul britanic a dat ordin pe 20 octombrie 1827 ca vasele de sub comanda sa să intre în golful Navarino. După intrarea corăbiilor forțelor europene în golf, evenimentele s-au precipitat, acțiunea degenerând într-o bătălie navală între națiuni care nu se aflau în stare de război.
Războiul ruso-turc izbucnit în 1828 a deschis o nouă problemă diplomatică. Conflictul viola prevederile tratatului de la Londra, care prevedea că niciuna dintre puterile semnatare nu va căuta să ocupe teritorii otoman. Ministrul de externe britanic John Dudley i-a cerut în martie ambasadorului rus la Londra, prințul Lieven, asigurări că Imperiul Rus nu va încerca să cucerească teritorii otomane. În aprilie, ministrul britanic a trimis o scrisoare ambasadorului francez, prințul de Polignac, într-o încercare de creare a unei alianțe diplomatice pentru zădărnicirea planurilor rușilor. Guvernul britanic propunea astfel celui francez negocieri pentru rezolvarea punctelor rămase în suspensie în tratatul de la Londra: granițele Greciei, volumul tributului anual și al compensațiilor pe care grecii urmau să le plătească pentru proprietățile otomanilor și modalitățile în care sultanul urma să intervină în politica internă a Greciei autonome, al cărei suveran continua să fie. Dudley a propus ca la aceste negocieri să fie invitat și guvernul grec. Primele rude de negocieri, la care au participat ambasadorii de la Constantinopol, au început pe 2 iulie 1828. Ambasadorii erau autorizați să ceară și părerea grecilor. Au fost sugerate mai multe linii de demarcație. În cele din urmă, ambasadorii s-au întâlnit la Poros în perioada septembrie – decembrie și au căzut de acord asupra ca granița să fie pe linia Arta-Volos.
Franța a propus ca, în cadrul măsurilor pentru impunerea prevederilor tratatului, trupele anglo-franceză să efectueze o invazie în Peloponez și să alunge forțele lui Ibrahim Pașa. Noul premier britanic, Wellington, a refuzat implicarea țării sale într-o aventură militară. O asemenea inițiativă era considerată de Wellington o tentativă de cucerire a Greciei, ceea ce echivala cu o încălcare a tratatului de la Londra. Britanicii s-au arătat dispuși să trimită doar un sprijin naval limitat. Franța urma să fie singura putere europeană care să organizeze expediția din Moreea.
Bătălia de la Navarino și expediția din Moreea l-au forțat pe Ibrahim Pașa să-și evacueze trupele din Grecia. Războiul de independență al Greciei a continuat între trupele elene și cele turcești. Războiul ruso-turc din 1818 – 1829 a fost evenimentul care a asigurat independența Greciei, mai înainte de semnarea unui nou tratat la Londra în 1830, care a consfințit apariția pe harta politică a Europei a unui nou stat independent. – Regatul Greciei.
Înalta Poartă a acceptat în cele din urmă prevederile tratatului de la Londra pe 11 septembrie 1829. Prin articolul 10 al Tratatul de la Adrianopol, care punea capăt Războiului ruso-turc din 1818-1829, Imperiul Otoman a acceptat toate prevederile tratatului de la Londra semnat pe 6 iulie 1827. Tratatul din 1827 a fost completat prin semnarea documentelor negociate în cadrul Conferinței de la Londra din 1832. Cele două tratate au înlocuit prevederile tratatului din 1827 și în plus a recunoscut independența Greciei, pe care Regatul Unit, Regatul Franței și Imperiul Rus se angajau să o garanteze.

### Resurse internet
- Protocole de Saint-Pétersbourg sur Gallica (p. 415)
- Traité de Londres sur Gallica (p. 454)